# Giro dei Paesi Baschi 1994
Il Giro dei Paesi Baschi 1994, trentaquattresima edizione della corsa, si svolse dal 4 all'8 aprile 1994 su un percorso di 868,8 km ripartiti in cinque tappe (l'ultima suddivisa in 2 semitappe). Fu vinto da Tony Rominger, davanti a Evgenij Berzin e Claudio Chiappucci.

## Tappe
| Tappa  | Data     | Percorso                                | km    | Vincitore di tappa | Leader cl. generale |
| ------ | -------- | --------------------------------------- | ----- | ------------------ | ------------------- |
| 1ª     | 4 aprile | Mondragón > Mondragón                   | 117   | Erik Dekker        | Erik Dekker         |
| 2ª     | 5 aprile | Mondragón > Vitoria-Gasteiz             | 185   | Laurent Jalabert   | Laurent Jalabert    |
| 3ª     | 6 aprile | Vitoria-Gasteiz > Balmaseda             | 209,5 | Tony Rominger      | Tony Rominger       |
| 4ª     | 7 aprile | Balmaseda > Ibardin                     | 228   | Davide Cassani     | Tony Rominger       |
| 5ª-1ª  | 8 aprile | Vera de Bidasoa > Azpeitia              | 121   | Agustín Sagasti    | Tony Rominger       |
| 5ª-2ª  | 8 aprile | Azpeitia > Elosiaga (Cron. individuale) | 8,3   | Tony Rominger      | Tony Rominger       |
| Totale | Totale   | Totale                                  | 868,8 |                    |                     |

## Classifiche finali

### Classifica generale
| Pos. | Corridore            | Squadra       | Tempo     |
| ---- | -------------------- | ------------- | --------- |
| 1    | Tony Rominger        | Mapei-CLAS    | 23h25'04" |
| 2    | Evgenij Berzin       | Gewiss        | a 43"     |
| 3    | Claudio Chiappucci   | Carrera       | a 58"     |
| 4    | Francesco Casagrande | Mercatone Uno | a 1'35"   |
| 5    | Laurent Dufaux       | ONCE          | a 1'57"   |